# Berkshire Hathaway
Berkshire Hathaway Inc. er en amerikansk virksomhed, der fungerer som holdingselskab for en række datterselskaber, særligt inden for forsikringsbranchen, men også med aktiviteter inden for byggeri, møbler, tøj, medier og transport. Hovedsædet er beliggende i Omaha, Nebraska. I 2021 omsatte virksomheden for 276,09 mia. dollars og beskæftigede 233.000 ansatte. Multimilliardæren Warren Buffett er selskabets administrerende direktør og bestyrelsesformand. Han ejer desuden 31 procent af aktierne.
Virksomheden udspringer af tekstilfirmaet Valley Falls Company, der blev grundlagt i 1839. Warren Buffet begyndte at investere i selskabet i 1962 og fik efterhånden kontrol over det. Under hans ledelse blev de urentable tekstildivisioner nedlagt, og virksomheden blev omdannet til et holdingselskab. Berkshire Hathaway er dog stadig aktiv inden for tøjproduktion gennem Fruit of the Loom, der har været ejet siden 1999. Ifølge Financial Times var Berkshire Hathaway i juni 2008 verdens 13. mest værdifulde selskab målt på kapitalisering af dagens aktiekurs. Virksomheden er kendt for at have givet et højt afkast til sine aktionærer gennem de sidste 25 år.
Berkshire Hathaway har ud over sine egne datterselskaber store aktieposter i en række virksomheder, bl.a. Pilot Flying J (80%), Kraft Heinz Company (26.7%), American Express (18.8%), Bank of America (11.9%), The Coca-Cola Company (9.32%) og Apple (5.57%).